# ميجور هاريس
ميجور هاريس (بالإنجليزية: Major Harris)‏ هو لاعب كرة قدم كندية أمريكي، ولد في 6 فبراير 1968 في بيتسبرغ في الولايات المتحدة.